# Wilhelm Remé
Wilhelm Remé (* 14. Dezember 1837 in Lübeck; † 21. August 1916 in Hamburg) war ein Hamburger Brauereidirektor und Mitglied der Hamburgischen Bürgerschaft.

## Leben
Wilhelm Remé war ein Sohn des Lübecker Steinmetzen und Bildhauers Georg Christian Remé, der nach dem Hamburger Brand sein Geschäft nach Hamburg verlegte.
Er war Direktor der Eilbeker Bierbrauerei und von 1891 bis 1895 Mitglied der Bürgerschaft der Freien und Hansestadt Hamburg. Er gehörte der Fraktion Linkes Zentrum an.
Er war der Bruder von Carl Heinrich Remé. Einer seiner Söhne war Richard Remé.

## Quelle
- Staatsarchiv Hamburg, Bestand 731-1, Nr. 601 (Gleicher Aktenbestand wie Carl Heinrich Remé)